# Dacono
Dacono est une ville américaine située dans le comté de Weld dans le Colorado.
Selon le recensement de 2010, Dacono compte 4 152 habitants. La municipalité s'étend sur 7,95 milles carrés (20,59 km2).
Le nom de la ville est inventé en 1901 par C. L. Baum, gérant d'une mine locale. Il s'agit de la contraction des prénoms de sa femme, Daisy, et de deux de ses amies, Cora Van Voorhies et Nora Brooks.

## Démographie
| 1910 | 1920 | 1930 | 1940 | 1950 | 1960 |
| ---- | ---- | ---- | ---- | ---- | ---- |
| 180  | 172  | 275  | 296  | 258  | 302  |

| 1970 | 1980  | 1990  | 2000  | 2010  | - |
| ---- | ----- | ----- | ----- | ----- | - |
| 360  | 2 321 | 2 228 | 3 015 | 4 152 | - |